# Rafał Fronia
Rafał Fronia (ur. 1971) – alpinista, himalaista, maratończyk, autor książek górskich, powieści i przewodników

## Życie zawodowe
Zaczynał od pracy w policji. Jest geodetą i kartografem oraz właścicielem Wydawnictwa Turystycznego PLAN.
Od 2018 roku pisze książki, w których opisuje swoje przeżycia związane ze wspinaczką.

## Wspinaczka
Był członkiem licznych ekspedycji w najwyższe góry świata, odbył wiele wypraw, m.in. do Afryki, Karakorum, w Himalaje, w Andy. Na przełomie 2010 i 2011 roku uczestniczył w zimowej wyprawie PZA PHZ na Broad Peak. Wspinał się na Nanga Parbat, Dhaulagiri, Szczyt Lenina i Baruntse. Uczestnik programu Polski Himalaizm Zimowy oraz Narodowej Zimowej Wyprawy na K2 (2018 r.).

### Zdobyte ośmiotysięczniki
- Gasherbrum II  – 25 lipca 2006 r.  jako członek wyprawy "The Playground Friends HiMountain Gasherbrum II Expedition 2006"; na szczycie stanęli także: Krzysztof Wielicki, Robert Jucha, Paweł Podsiadło i Zbyszek Zimniewicz[5][6],
- Lhotse – 20 maja 2017 r. (jako jedyny Polak w sezonie wiosennym 2017 r.)[7][8],
- Broad Peak  – 19 lipca 2022 (samotnie)[9][10][11].

### Wyprawa po ciało Tomka Kowalskiego
Pomysł pochowania Tomasza Kowalskiego pojawił się 19 lipca 2022 roku, gdy  Rafał Fronia przypadkowo natknął się na jego ciało podczas drogi na Broad Peak. Po powrocie do Polski Fronia omówił temat z Piotrem Tomalą i wspólnie ustalili, że chcą pochować Tomka. Po rozmowie z rodziną zmarłego ekspedycja została zaplanowana na 17 czerwca 2022 r. Oprócz Froni wzięło w niej udział pięciu wspinaczy: Jarosław Gawrysiak, Grzegorz Borkowski, Marek Chmielarski, Krzysztof Stasiak i Marcin Kaczkan. Zespołowi udało się dotrzeć do ciała Tomka 19 lipca. Po kilkugodzinnej akcji w bardzo trudnych warunkach pochowano zwłoki himalaisty w grocie lodowej.

## Nagrody
- 2018 – tytuł Człowieka Roku 2018 przyznawany przez tygodnik "Nowiny Jeleniogórskie" za osiągnięcia i działalność na rzecz regionu[15];
- 2019 – Nagroda Fair Play Polskiego Komitetu Olimpijskiego za przeprowadzenie akcji ratunkowej pod Nanga Parbat, dzięki której udało się uratować Elisabeth Revol[16];
- 2019 – Nagroda Rady Miasta Jeleniej Góry - uznanie za promowanie miasta i jego wartości[17];
- 2023 – Nagroda Fair Play Polskiego Komitetu Olimpijskiego za organizację wyprawy mającej na celu pochowanie ciała Tomasza Kowalskiego[18][19].

## Pisarstwo
Jest autorem przewodników. Ma także na koncie jedną powieść.
Zasłynął książkami, które przekazują jego wrażenia z ekspedycji w najwyższe góry świata. Oprócz zmagań związanych ze wspinaczką, przedstawiają także sylwetki znanych himalaistów, oddają klimat wypraw i zawierają liczne przemyślenia na temat potęgi gór i należnej im pokory.

### Literatura związana z górami

#### 2018 –Anatomia Góry. Osiem tysięcy metrów ponad marzeniami
Książka opisuje wyprawy w Andach, Pamirze, Himalajach i Karakorum. Przywołuje kulisy polskiej narodowej wyprawy zimowej na K2 z 2018 r.

#### 2019 –Rozmowa z górą
Książka inspirowana wyprawą Rafała Froni na Manaslu.

#### 2023 –Skalny Pielgrzym
Książka opisuje trzecią, w końcu udaną próbę wejścia himalaisty na Broad Peak.

### Powieści
- 2022 – Pasażer Bezpamięci

### Przewodniki
- 2011 – Tatry. Ilustrowany przewodnik z mapami,
- 2012 – Zakopane - wycieczki w Tatry. Przewodnik po atrakcjach. Podtatrze, strona słowacka,
- 2019 – Karkonosze. Góry Izerskie (z Romualdem Witczakiem),
- 2021– Zamość. Multiprzewodnik.

Jest znany z wpisów na Facebooku o wyprawie na K2 (które posłużyły m.in. jako materiał do książki "Anatomia Góry").

## Życie prywatne
Mieszka niedaleko Jeleniej Góry. Jest żonaty i ma dwoje dzieci: córkę i syna.